# Monte Wuteve
El monte Wuteve es una montaña de 1.440 metros de altura localizada en Liberia, siendo el punto más alto del país.
Sus coordenadas geográficas son 08°08′45″N 09°55′30″O / 8.14583, -9.92500.